# Rajdowe Mistrzostwa Świata 2014

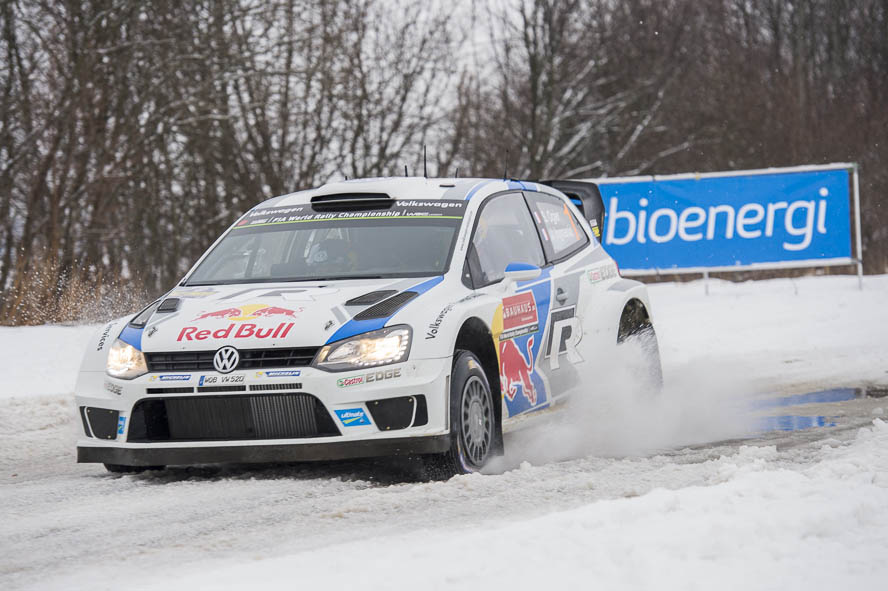
Mistrz świata sezonu 2014 Francuz Sébastien Ogier jadący Volkswagenem Polo R WRC podczas Rajdu Szwecji

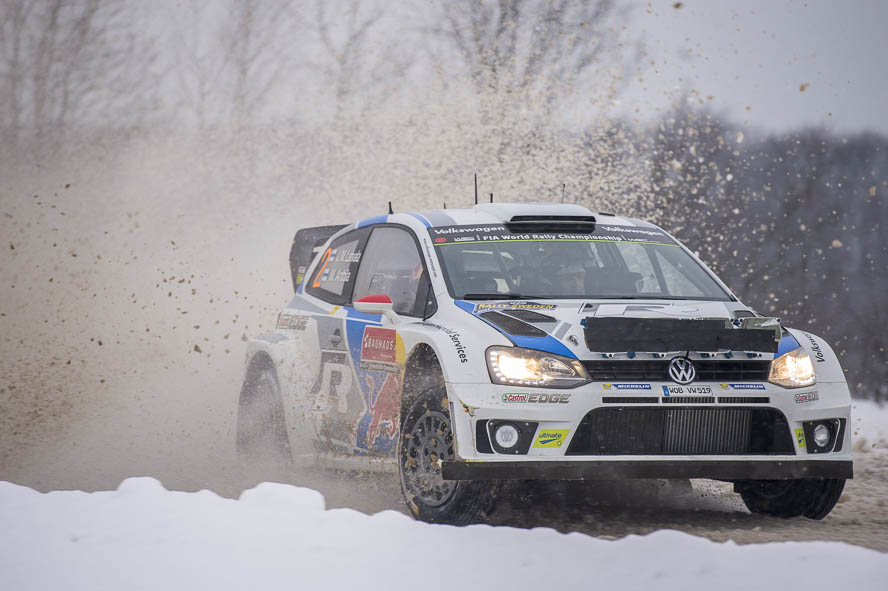
Wicemistrz świata sezonu 2014 Fin Jari-Matti Latvala jadący Volkswagenem Polo R WRC podczas Rajdu Szwecji

Sezon Rajdowych Mistrzostw Świata 2014 był 42. sezonem FIA World Rally Championship. Mistrzostwa składały się z trzynastu rajdów. Pierwszy z nich – Rajd Monte Carlo rozpoczął się 16 stycznia, ostatni – Rajd Wielkiej Brytanii zakończył sezon 16 listopada.
W tym sezonie po 10 latach nieobecności do Rajdowych Mistrzostw Świata wróciła ekipa Hyundai z samochodem Hyundai i20 WRC kierowcami zespołu Hyundai Shell World Rally Team będą Thierry Neuville, Dani Sordo, Juho Hänninen i Chris Atkinson. Poprzednio ekipa Hyundai w mistrzostwach świata WRC startowała w latach 2000–2003 samochodem Hyundai Accent WRC.
W sezonie tym, jak w ubiegłych latach zaplanowany był start klasy Junior WRC (J-WRC), w której mogli startować zaproszeni zawodnicy do lat 28. Pierwszy start odbył się na Rajdzie Portugalii 2014 i objął sześć rund mistrzostw (Portugalia, Polska, Finlandia, Niemcy, Francja i Walia). Zawodnicy od tego roku jeździli nowym, specjalnie dla nich przygotowanym samochodem Citroën DS3 R3T, a zwycięzca całego cyklu Francuz Stéphane Lefebvre dostał możliwość startu w sezonie 2015 samochodem Citroenem DS3 R5 w klasie WRC2.
Mistrzem świata w roku 2014 został, po raz drugi w swojej karierze, Francuz Sébastien Ogier, który wygrał osiem z trzynastu rajdów, drugie miejsce zajął Fin Jari-Matti Latvala wygrywając trzy rajdy, a trzecie Norweg Andreas Mikkelsen wszyscy jeżdżący samochodem Volkswagen Polo R WRC. Wśród konstruktorów bezkonkurencyjny był zespół Volkswagena wygrywając dwanaście z trzynastu rajdów. Drugie miejsce zajął zespół Citroëna, a trzecie M-Sportu, korzystający z samochodów Ford.

## Kalendarz
| Runda | Data                  | Nazwa rajdu                | Baza rajdu                                 | Nawierzchnia | Zwycięzca          |
| ----- | --------------------- | -------------------------- | ------------------------------------------ | ------------ | ------------------ |
| 1     | 16–18 stycznia        | 82. Rajd Monte Carlo       | Valence, Rodan-Alpy                        | Mieszana     | Sébastien Ogier    |
| 2     | 5–8 lutego            | 62. Rajd Szwecji           | Hagfors, Värmland                          | Śnieg        | Jari-Matti Latvala |
| 3     | 6–9 marca             | 28. Rajd Meksyku           | León, Guanajuato                           | Szuter       | Sébastien Ogier    |
| 4     | 3–6 kwietnia          | 48. Rajd Portugalii        | Faro, Algarve                              | Szuter       | Sébastien Ogier    |
| 5     | 8–11 maja             | 34. Rajd Argentyny         | Villa Carlos Paz, Córdoba                  | Szuter       | Jari-Matti Latvala |
| 6     | 6–8 czerwca           | 11. Rajd Włoch Sardegna    | Olbia, Olbia-Tempio                        | Szuter       | Sébastien Ogier    |
| 7     | 26–29 czerwca         | 71. Rajd Polski            | Mikołajki, Województwo warmińsko-mazurskie | Szuter       | Sébastien Ogier    |
| 8     | 31 lipca – 3 sierpnia | 64. Rajd Finlandii         | Jyväskylä, Keski-Suomi                     | Szuter       | Jari-Matti Latvala |
| 9     | 22–24 sierpnia        | 32. Rajd Niemiec           | Trewir, Nadrenia-Palatynat                 | Asfalt       | Thierry Neuville   |
| 10    | 12–14 września        | 23. Rajd Australii         | Coffs Harbour, Nowa Południowa Walia       | Szuter       | Sébastien Ogier    |
| 11    | 3–5 października      | 4. Rajd Francji – Alzacja  | Strasburg, Alzacja                         | Asfalt       | Jari-Matti Latvala |
| 12    | 24–26 października    | 50. Rajd Katalonii         | Salou, Tarragona                           | Mieszana     | Sébastien Ogier    |
| 13    | 14–16 listopada       | 70. Rajd Wielkiej Brytanii | Cardiff, Walia                             | Szuter       | Sébastien Ogier    |

## Zgłoszone zespoły i kierowcy
WRC
| Konstruktor                        | Zespół                                   | Numer | Kierowca           | Pilot              | Rundy          |
| ---------------------------------- | ---------------------------------------- | ----- | ------------------ | ------------------ | -------------- |
| Volkswagen (Volkswagen Polo R WRC) | Volkswagen Motorsport                    | 1     | Sébastien Ogier    | Julien Ingrassia   | wszystkie      |
| Volkswagen (Volkswagen Polo R WRC) | Volkswagen Motorsport                    | 2     | Jari-Matti Latvala | Miikka Anttila     | wszystkie      |
| Volkswagen (Volkswagen Polo R WRC) | Volkswagen Motorsport II                 | 9     | Andreas Mikkelsen  | Mikko Markkula     | 1-5            |
| Volkswagen (Volkswagen Polo R WRC) | Volkswagen Motorsport II                 | 9     | Andreas Mikkelsen  | Ola Fløene         | 6–9, 11–13     |
| Citroën (Citroën DS3 WRC)          | Citroën Total Abu Dhabi World Rally Team | 3     | Kris Meeke         | Paul Nagle         | wszystkie      |
| Citroën (Citroën DS3 WRC)          | Citroën Total Abu Dhabi World Rally Team | 4     | Mads Østberg       | Jonas Andersson    | wszystkie      |
| Ford (Ford Fiesta RS WRC)          | M-Sport Ltd                              | 5     | Mikko Hirvonen     | Jarmo Lehtinen     | wszystkie      |
| Ford (Ford Fiesta RS WRC)          | M-Sport Ltd                              | 6     | Elfyn Evans        | Daniel Barritt     | wszystkie      |
| Ford (Ford Fiesta RS WRC)          | RK M-Sport World Rally Team              | 10    | Robert Kubica      | Maciej Szczepaniak | wszystkie      |
| Ford (Ford Fiesta RS WRC)          | Jipocar Czech National Team              | 21    | Martin Prokop      | Michal Ernst       | 1              |
| Ford (Ford Fiesta RS WRC)          | Jipocar Czech National Team              | 21    | Martin Prokop      | Jan Tománek        | 2–9, 11–13     |
| Hyundai (Hyundai i20 WRC)          | Hyundai Shell World Rally Team           | 7     | Thierry Neuville   | Nicolas Gilsoul    | wszystkie      |
| Hyundai (Hyundai i20 WRC)          | Hyundai Shell World Rally Team           | 8     | Dani Sordo         | Marc Martí         | 1, 5, 9, 11–12 |
| Hyundai (Hyundai i20 WRC)          | Hyundai Shell World Rally Team           | 8     | Juho Hänninen      | Tomi Tuominen      | 2, 4, 6–8, 13  |
| Hyundai (Hyundai i20 WRC)          | Hyundai Shell World Rally Team           | 8     | Chris Atkinson     | Stéphane Prévot    | 3, 10          |
| Hyundai (Hyundai i20 WRC)          | Hyundai Motorsport N                     | 20    | Dani Sordo         | Marc Martí         | 4              |
| Hyundai (Hyundai i20 WRC)          | Hyundai Motorsport N                     | 20    | Hayden Paddon      | John Kennard       | 6–8, 10, 12–13 |
| Hyundai (Hyundai i20 WRC)          | Hyundai Motorsport N                     | 20    | Bryan Bouffier     | Xavier Panseri     | 9, 11          |

Zespoły nie zgłoszone do klasyfikacji konstruktorów:
| Konstruktor                        | Zespół                      | Numer | Kierowca            | Pilot               | Rundy       |
| ---------------------------------- | --------------------------- | ----- | ------------------- | ------------------- | ----------- |
| Citroën (Citroën DS3 WRC)          | Citroën World Rally Team    | 12    | Khalid Al Qassimi   | Chris Patterson     | 2, 4, 6, 12 |
| Citroën (Citroën DS3 WRC)          | Armando Pereira             | 73    | Armando Pereira     | Damien Augustin     | 11          |
| Ford (Ford Fiesta RS WRC)          | M-Sport World Rally Team    | 11    | Bryan Bouffier      | Xavier Panseri      | 1           |
| Ford (Ford Fiesta RS WRC)          | M-Sport World Rally Team    | 11    | Ott Tänak           | Raigo Mõlder        | 2, 4        |
| Ford (Ford Fiesta RS WRC)          | M-Sport World Rally Team    | 11    | Benito Guerra       | Borja Rozada        | 3           |
| Ford (Ford Fiesta RS WRC)          | M-Sport World Rally Team    | 11    | Dennis Kuipers      | Robin Buysmans      | 9, 11       |
| Ford (Ford Fiesta RS WRC)          | M-Sport World Rally Team    | 11    | Michał Sołowow      | Maciek Baran        | 7           |
| Ford (Ford Fiesta RS WRC)          | M-Sport World Rally Team    | 14    | Michał Sołowow      | Maciek Baran        | 2           |
| Ford (Ford Fiesta RS WRC)          | M-Sport World Rally Team    | 24    | Michał Sołowow      | Maciek Baran        | 8           |
| Ford (Ford Fiesta RS WRC)          | M-Sport World Rally Team    | 12    | Jurij Protasow      | Pavlo Cherepin      | 9, 11       |
| Ford (Ford Fiesta RS WRC)          | M-Sport World Rally Team    | 14    | Jurij Protasow      | Pavlo Cherepin      | 12          |
| Ford (Ford Fiesta RS WRC)          | M-Sport World Rally Team    | 15    | Ken Block           | Alex Gelsomino      | 12          |
| Ford (Ford Fiesta RS WRC)          | François Delecour           | 12    | François Delecour   | Dominique Savignoni | 1           |
| Ford (Ford Fiesta RS WRC)          | Pontus Tidemand             | 15    | Pontus Tidemand     | Ola Fløene          | 2           |
| Ford (Ford Fiesta RS WRC)          | Henning Solberg             | 15    | Henning Solberg     | Ilka Minor          | 13          |
| Ford (Ford Fiesta RS WRC)          | Henning Solberg             | 16    | Henning Solberg     | Ilka Minor          | 2, 4, 6     |
| Ford (Ford Fiesta RS WRC)          | Henning Solberg             | 16    | Henning Solberg     | Ilka Minor          | 7           |
| Ford (Ford Fiesta RS WRC)          | Henning Solberg             | 19    | Henning Solberg     | Ilka Minor          | 8           |
| Ford (Ford Fiesta RS WRC)          | Craig Breen                 | 17    | Craig Breen         | Scott Martin        | 2           |
| Ford (Ford Fiesta RS WRC)          | Craig Breen                 | 23    | Craig Breen         | Scott Martin        | 8           |
| Ford (Ford Fiesta RS WRC)          | Jipocar Czech National Team | 22    | Jaroslav Melichárek | Erik Melichárek     | 1           |
| Ford (Ford Fiesta RS WRC)          | Jipocar Czech National Team | 22    | Jaroslav Melichárek | Erik Melichárek     | 6           |
| Ford (Ford Fiesta RS WRC)          | Jipocar Czech National Team | 22    | Jaroslav Melichárek | Erik Melichárek     | 9           |
| Ford (Ford Fiesta RS WRC)          | Lotto Team                  | 22    | Krzysztof Hołowczyc | Łukasz Kurzeja      | 7           |
| Ford (Ford Fiesta RS WRC)          | Jarkko Nikara               | 22    | Jarkko Nikara       | Jarkko Kalliolepo   | 8           |
| Ford (Ford Fiesta RS WRC)          | Julien Maurin               | 22    | Julien Maurin       | Nicolas Klinger     | 11          |
| Ford (Ford Fiesta RS WRC)          | Drive DMACK                 | 22    | Ott Tänak           | Raigo Mõlder        | 13          |
| Ford (Ford Fiesta RS WRC)          | Sam Moffett                 | 23    | Sam Moffett         | James O’Reilly      | 9           |
| Volkswagen (Volkswagen Polo R WRC) | Volkswagen Motorsport II    | 9     | Andreas Mikkelsen   | Ola Fløene          | 10          |

WRC 2
| Zespół                    | Kierowca              | Pilot                  | Samochód                     | Klasa | Opony | Rundy               |
| ------------------------- | --------------------- | ---------------------- | ---------------------------- | ----- | ----- | ------------------- |
| ABR Paraguay by Astra     | Augusto Bestard       | Fernando Mendonca      | Mitsubishi Lancer Evo X      | N     | P     | 3                   |
| ABR Paraguay by Astra     | Augusto Bestard       | Enrique Fratta         | Mitsubishi Lancer Evo X      | N     | D     | 5                   |
| Fredrik Åhlin             | Fredrik Åhlin         | Morten Erik Abrahamsen | Ford Fiesta R5               | R5    | D     | 2, 4                |
| Nasser Al-Attiyah         | Nasser Al-Attiyah     | Giovanni Bernacchini   | Ford Fiesta RRC              | S     | M     | 4–6, 9, 12–13       |
| Juan Carlos Alonso        | Juan Carlos Alonso    | Juan Pablo Monasterolo | Mitsubishi Lancer Evo X      | N     | D     | 4, 6–8, 12          |
| Juan Carlos Alonso        | Juan Carlos Alonso    | Juan Pablo Monasterolo | Mitsubishi Lancer Evo IX     | N     | D     | 5                   |
| AT Rally Team             | Martin Kangur         | Andres Ots             | Ford Fiesta S2000            | S     | M     | 4                   |
| AT Rally Team             | Martin Kangur         | Paweł Drahan           | Ford Fiesta S2000            | S     | M     | 6                   |
| AT Rally Team             | Martin Kangur         | Kuldar Sikk            | Ford Fiesta S2000            | S     | M     | 7, 13               |
| Robert Barrable           | Robert Barrable       | Stuart Loudon          | Ford Fiesta R5               | R5    | D     | 1, 4                |
| Robert Barrable           | Robert Barrable       | Stuart Loudon          | Ford Fiesta R5               | R5    | M     | 12                  |
| BAS Motorsport Srl        | Mario Pizzuti         | Max Rendina            | Mitsubishi Lancer Evo X      | N     | P     | 8                   |
| BAS Motorsport Srl        | Benito Guerra         | Borja Rozada           | Mitsubishi Lancer Evo X      | N     | M     | 12                  |
| Bosowa Rally Team         | Subhan Aksa           | Nicola Arena           | Ford Fiesta RRC              | S     | M     | 4, 10               |
| Bosowa Rally Team         | David Bogie           | Kevin Rae              | Ford Fiesta R5               | R5    | D     | 13                  |
| Eyvind Brynildsen         | Eyvind Brynildsen     | Anders Fredriksson     | Ford Fiesta RRC              | S     | D     | 8                   |
| C-Rally                   | Jarosław Kołtun       | Ireneusz Pleskot       | Ford Fiesta R5               | R5    | M     | 7, 11               |
| C-Rally                   | Jarosław Kołtun       | Ireneusz Pleskot       | Ford Fiesta R5               | R5    | H     | 13                  |
| Giuseppe Dettori          | Giuseppe Dettori      | Carlo Pisano           | Mitsubishi Lancer Evo IX     | N     | D     | 6                   |
| Diego Dominguez           | Diego Dominguez       | Edgardo Galindo        | Ford Fiesta R5               | R5    | D     | 5                   |
| Drive D                   | Jari Ketomaa          | Kaj Lindström          | Ford Fiesta R5               | R5    | D     | 2, 4–5, 7–8, 10, 13 |
| Drive D                   | Ott Tänak             | Raigo Mõlder           | Ford Fiesta R5               | R5    | D     | 3, 5–10             |
| Eurolamp World Rally Team | Wałerij Gorbań        | Volodymyr Korsia       | Mini John Cooper Works S2000 | S     | P     | 2, 12–13            |
| Eurolamp World Rally Team | Wałerij Gorbań        | Volodymyr Korsia       | Mini John Cooper Works S2000 | S     | M     | 4, 6–8              |
| Nicolás Fuchs             | Nicolás Fuchs         | Fernando Mussano       | Ford Fiesta R5               | R5    | D     | 4, 6–7, 12–13       |
| Nicolás Fuchs             | Nicolás Fuchs         | Fernando Mussano       | Ford Fiesta RRC              | S     | D     | 3, 5                |
| FWRT s.r.l.               | Lorenzo Bertelli      | Mitia Dotta            | Ford Fiesta R5               | R5    | P     | 1–2, 13             |
| FWRT s.r.l.               | Lorenzo Bertelli      | Mitia Dotta            | Ford Fiesta RRC              | S     | P     | 3, 5–6, 10          |
| Quentin Gilbert           | Quentin Gilbert       | Renaud Jamoul          | Ford Fiesta R5               | R5    | D     | 3, 5–6, 13          |
| Quentin Gilbert           | Quentin Gilbert       | Renaud Jamoul          | Ford Fiesta R5               | R5    | P     | 11                  |
| Anders Grøndal            | Anders Grøndal        | Roger Eilertsen        | Subaru Impreza WRX STi       | N     | P     | 2                   |
| Kaur Motorsport           | Egon Kaur             | Erik Lepikson          | Ford Fiesta R5               | R5    | D     | 6                   |
| Oleksii Kikireshko        | Oleksii Kikireshko    | Kuldar Sikk            | Ford Fiesta R5               | R5    | D     | 8                   |
| Armin Kremer              | Armin Kremer          | Klaus Wicha            | Škoda Fabia S2000            | S     | P     | 9                   |
| Karl Kruuda               | Karl Kruuda           | Martin Järveoja        | Ford Fiesta S2000            | S     | M     | 2, 4, 8, 12–13      |
| Karl Kruuda               | Karl Kruuda           | Martin Järveoja        | Peugeot 208 T16              | R5    | M     | 6–7                 |
| Stéphane Lefebvre         | Stéphane Lefebvre     | Thomas Dubois          | Citroën DS3 R5               | R5    | M     | 12                  |
| Stéphane Lefebvre         | Stéphane Lefebvre     | Stéphane Prévot        | Citroën DS3 R5               | R5    | M     | 13                  |
| Gianluca Linari           | Gianluca Linari       | Nicola Arena           | Subaru Impreza WRX STi       | N     | P     | 2                   |
| Gianluca Linari           | Gianluca Linari       | Nicola Arena           | Subaru Impreza WRX STi       | N     | D     | 3, 6                |
| Gianluca Linari           | Gianluca Linari       | Danilo Fappani         | Subaru Impreza WRX STi       | N     | D     | 5                   |
| Julien Maurin             | Julien Maurin         | Nicolas Klinger        | Ford Fiesta RRC              | S     | P     | 1, 4                |
| Julien Maurin             | Julien Maurin         | Nicolas Klinger        | Ford Fiesta R5               | R5    | P     | 6, 9, 12            |
| Martin McCormack          | Martin McCormack      | David Moynihan         | Ford Fiesta R5               | R5    | H     | 4, 6                |
| Martin McCormack          | Martin McCormack      | Phil Clarke            | Ford Fiesta R5               | R5    | H     | 9                   |
| Martin McCormack          | Martin McCormack      | James Morgan           | Ford Fiesta R5               | R5    | H     | 11                  |
| Martin McCormack          | Martin McCormack      | John Higgins           | Ford Fiesta S2000            | S     | H     | 13                  |
| MZR Paraguay              | Miguel Ángel Zaldivar | Fernando Mendonca      | Ford Fiesta R5               | R5    | DMAC  | 5                   |
| MZR Paraguay              | Tom Cave              | Craig Parry            | Ford Fiesta R5               | R5    | DMAC  | 13                  |
| Yuriy Protasov            | Yuriy Protasov        | Pavlo Cherepin         | Ford Fiesta R5               | R5    | M     | 1–4                 |
| Yuriy Protasov            | Yuriy Protasov        | Pavlo Cherepin         | Ford Fiesta RRC              | S     | M     | 5, 10               |
| Yuriy Protasov            | Yuriy Protasov        | Pavlo Cherepin         | Ford Fiesta RRC              | S     | P     | 6                   |
| Puma Rally Team           | Abdulaziz Al-Kuwari   | Killian Duffy          | Ford Fiesta RRC              | S     | M     | 4–6                 |
| Gustavo Saba              | Gustavo Saba          | Diego Cagnotti         | Škoda Fabia S2000            | S     | D     | 5                   |
| Jourdan Serderidis        | Jourdan Serderidis    | Morgane Rose           | Ford Fiesta R5               | R5    | P     | 1–2                 |
| Jourdan Serderidis        | Jourdan Serderidis    | Frédéric Miclotte      | Ford Fiesta R5               | R5    | P     | 7                   |
| Jourdan Serderidis        | Jourdan Serderidis    | Frédéric Miclotte      | Ford Fiesta R5               | R5    | D     | 10                  |
| Jourdan Serderidis        | Jourdan Serderidis    | Frédéric Miclotte      | Ford Fiesta R5               | R5    | M     | 11–13               |
| Sirbb Kuwait              | Salah Bin Eidan       | Alex Gelsomino         | Ford Fiesta R5               | R5    | M     | 4                   |
| Sirbb Kuwait              | Salah Bin Eidan       | Alex Gelsomino         | Ford Fiesta R5               | R5    | D     | 6                   |
| Skydive Dubai Rally Team  | Rashid Al Ketbi       | Karina Hepperle        | Ford Fiesta R5               | R5    | D     | 4, 7, 9             |
| Bernardo Sousa            | Bernardo Sousa        | Hugo Magalhaes         | Ford Fiesta RRC              | S     | P     | 4, 6–7, 9, 11–13    |
| Stohl Racing              | Armin Kremer          | Klaus Wicha            | Ford Fiesta R5               | R5    | P     | 1                   |
| Pontus Tidemand           | Pontus Tidemand       | Ola Floene             | Ford Fiesta R5               | R5    | M     | 4                   |
| Pontus Tidemand           | Pontus Tidemand       | Emil Axelsson          | Ford Fiesta R5               | R5    | M     | 9                   |
| Pontus Tidemand           | Pontus Tidemand       | Patrik Barth           | Ford Fiesta R5               | R5    | M     | 11                  |
| Top Run Srl               | Johan Heloïse         | Roberto Mometti        | Subaru Impreza WRX STi       | N     | P     | 11                  |
| Top Teams by MY Racing    | Sébastien Chardonnet  | Thibault de la Haye    | Citroën DS3 R5               | R5    | M     | 6–9, 11–12          |
| Ramón Torres              | Ramón Torres          | José Luis Díaz         | Mitsubishi Lancer Evo IX     | N     | D     | 5                   |
| Ramón Torres              | Ramón Torres          | José Luis Díaz         | Mitsubishi Lancer Evo X      | N     | D     | 6–7                 |
| Marco Vallario            | Marco Vallario        | Antonio Pascale        | Mitsubishi Lancer Evo X      | N     | D     | 4                   |
| www.Rallyproject.com srl  | Max Rendina           | Mario Pizzuti          | Mitsubishi Lancer Evo X      | N     | P     | 1, 3–7, 10          |
| Yazeed Racing             | Yazeed Al-Rajhi       | Michael Orr            | Ford Fiesta RRC              | S     | M     | 2, 6–8, 10          |
| Yazeed Racing             | Matthew Wilson        | Scott Martin           | Ford Fiesta RRC              | S     | M     | 13                  |

| Znak | Klasa      |
| ---- | ---------- |
| R4   | Grupa R    |
| R5   | Grupa R    |
| S    | Super 2000 |
| N    | Grupa N    |

WRC 3
| Konstruktor                | Zespół                       | Kierowca             | Pilot                 | Opony | Klasa | Rundy          |
| -------------------------- | ---------------------------- | -------------------- | --------------------- | ----- | ----- | -------------- |
| Citroën (Citroën DS3 R3T)  | Quentin Gilbert              | Quentin Gilbert      | Renaud Jamoul         | M     | R3    | 1              |
| Citroën (Citroën DS3 R3T)  | Simone Tempestini            | Simone Tempestini    | Dorin Pulpea          | M     | R3    | 4, 7–9, 11     |
| Citroën (Citroën DS3 R3T)  | Simone Tempestini            | Simone Tempestini    | Matteo Chiarcossi     | M     | R3    | 13             |
| Citroën (Citroën DS3 R3T)  | Aron Domżała                 | Aron Domżała         | Przemysław Zawada     | M     | R3    | 4, 7–8         |
| Citroën (Citroën DS3 R3T)  | Aron Domżała                 | Aron Domżała         | Szymon Gospodarczyk   | M     | R3    | 11             |
| Citroën (Citroën DS3 R3T)  | Aron Domżała                 | Aron Domżała         | Kamil Heller          | M     | R3    | 13             |
| Citroën (Citroën DS3 R3T)  | ADAC Team Weser-Ems e.V.     | Christian Riedemann  | Lara Vanneste         | M     | R3    | 4, 7, 11       |
| Citroën (Citroën DS3 R3T)  | ADAC Team Weser-Ems e.V.     | Christian Riedemann  | Michael Wenzel        | M     | R3    | 9              |
| Citroën (Citroën DS3 R3T)  | Quentin Giordano             | Quentin Giordano     | Guillaume Duval       | M     | R3    | 4, 7           |
| Citroën (Citroën DS3 R3T)  | Quentin Giordano             | Quentin Giordano     | Valentin Sarreaud     | M     | R3    | 8, 11, 13      |
| Citroën (Citroën DS3 R3T)  | Quentin Giordano             | Quentin Giordano     | Thomas Roux           | M     | R3    | 9              |
| Citroën (Citroën DS3 R3T)  | Martin Koči                  | Martin Koči          | Lukáš Kostka          | M     | R3    | 4              |
| Citroën (Citroën DS3 R3T)  | Styllex Slovak National Team | Martin Koči          | Lukáš Kostka          | M     | R3    | 7–9, 11, 13    |
| Citroën (Citroën DS3 R3T)  | Stéphane Lefebvre            | Stéphane Lefebvre    | Thomas Dubois         | M     | R3    | 4, 7–9         |
| Citroën (Citroën DS3 R3T)  | Molly Taylor                 | Molly Taylor         | Coral Taylor          | M     | R3    | 4              |
| Citroën (Citroën DS3 R3T)  | Molly Taylor                 | Molly Taylor         | Sebastian Marshall    | M     | R3    | 7–8, 13        |
| Citroën (Citroën DS3 R3T)  | Team Jaga Motorsport         | Panikos Polykarpou   | Gerald Winter         | M     | R3    | 4, 7           |
| Citroën (Citroën DS3 R3T)  | Sylvain Michel               | Sylvain Michel       | Gwenola Marie         | M     | R3    | 4              |
| Citroën (Citroën DS3 R3T)  | Frederico Della Casa         | Frederico Della Casa | Domenico Pozzi        | M     | R3    | 4, 7–9         |
| Citroën (Citroën DS3 R3T)  | Alastair Fisher              | Alastair Fisher      | Gordon Noble          | M     | R3    | 4, 7–9, 11, 13 |
| Citroën (Citroën DS3 R3T)  | Wurmbrand Racing Team        | Kornél Lukács        | Márk Mesterházi       | M     | R3    | 4, 7–9, 11     |
| Citroën (Citroën DS3 R3T)  | Czech National Team          | Jan Černý            | Pavel Kohout          | M     | R3    | 4              |
| Citroën (Citroën DS3 R3T)  | Simone Campedelli            | Simone Campedelli    | Danilo Fappani        | M     | R3    | 4              |
| Citroën (Citroën DS3 R3T)  | AKK Sports Team Finland      | Teemu Suninen        | Juha-Pekka Jauhiainen | D     | R3    | 8              |
| Citroën (Citroën DS3 R3T)  | Abu Dhabi Racing             | Mohamed Al Mutawaa   | Stephen McAuley       | M     | R3    | 9, 12          |
| Citroën (Citroën DS3 R3T)  | Eric Camilli                 | Eric Camilli         | Maxime Vilmot         | M     | R3    | 9              |
| Citroën (Citroën DS3 R3T)  | Rallye Jeunes FFSA           | Eric Camilli         | Maxime Vilmot         | M     | R3    | 11             |
| Citroën (Citroën DS3 R3T)  | Rallye Jeunes FFSA           | Yohan Rossel         | Benoît Fulcrand       | M     | R3    | 11             |
| Citroën (Citroën DS3 R3T)  | Frédéric Hauswald            | Frédéric Hauswald    | Olivier Ural          | M     | R3    | 11             |
| Citroën (Citroën DS3 R3T)  | Hannu’s Rally Team           | Henri Haapamäki      | Marko Salminen        | M     | R3    | 13             |
| Renault (Renault Clio R3T) | Alain Pyrame                 | Alain Pyrame         | Vincent Varetz        | P     | R3    | 11             |

| Znak | Klasa   |
| ---- | ------- |
| R1   | Grupa R |
| R2   | Grupa R |
| R3   | Grupa R |

Junior WRC
| Konstruktor               | Numer | Kierowca            | Pilot               | Rundy     |
| ------------------------- | ----- | ------------------- | ------------------- | --------- |
| Citroën (Citroën DS3 R3T) | 52    | Simone Tempestini   | Dorin Pulpea        | 1–5       |
| Citroën (Citroën DS3 R3T) | 52    | Simone Tempestini   | Matteo Chiarcossi   | 6         |
| Citroën (Citroën DS3 R3T) | 53    | Aron Domżała        | Przemysław Zawada   | 1–3       |
| Citroën (Citroën DS3 R3T) | 53    | Aron Domżała        | Szymon Gospodarczyk | 5         |
| Citroën (Citroën DS3 R3T) | 53    | Aron Domżała        | Kamil Heller        | 6         |
| Citroën (Citroën DS3 R3T) | 54    | Christian Riedemann | Lara Vanneste       | 1–2, 5    |
| Citroën (Citroën DS3 R3T) | 54    | Christian Riedemann | Michael Wenzel      | 4         |
| Citroën (Citroën DS3 R3T) | 55    | Quentin Giordano    | Guillaume Duval     | 1–2       |
| Citroën (Citroën DS3 R3T) | 55    | Quentin Giordano    | Valentin Sarreaud   | 2, 5–6    |
| Citroën (Citroën DS3 R3T) | 55    | Quentin Giordano    | Thomas Roux         | 4         |
| Citroën (Citroën DS3 R3T) | 56    | Martin Koci         | Lukas Kostka        | wszystkie |
| Citroën (Citroën DS3 R3T) | 57    | Stéphane Lefebvre   | Thomas Dubois       | 1–5       |
| Citroën (Citroën DS3 R3T) | 58    | Molly Taylor        | Coral Taylor        | 1         |
| Citroën (Citroën DS3 R3T) | 58    | Molly Taylor        | Sebastian Marshall  | 2–3, 6    |
| Citroën (Citroën DS3 R3T) | 59    | Panikos Polikarpou  | Gerald Winter       | 1–2       |
| Citroën (Citroën DS3 R3T) | 60    | Sylvain Michel      | Gwenola Marie       | 1         |
| Citroën (Citroën DS3 R3T) | 61    | Federico della Casa | Domenico Pozzi      | 1–4       |
| Citroën (Citroën DS3 R3T) | 62    | Alastair Fisher     | Gordon Noble        | wszystkie |
| Citroën (Citroën DS3 R3T) | 63    | Kornel Lukacs       | Mark Mesterhazi     | 1–5       |
| Citroën (Citroën DS3 R3T) | 64    | Jan Černý           | Pavel Kohout        | 1         |
| Citroën (Citroën DS3 R3T) | 65    | Simone Campedelli   | Danilo Fappani      | 1         |
| Citroën (Citroën DS3 R3T) | 67    | Mohammed Al Mutawaa | Stephen McAuley     | 4         |
| Citroën (Citroën DS3 R3T) | 68    | Eric Camilli        | Maxime Vilmot       | 4–5       |
| Citroën (Citroën DS3 R3T) | 69    | Frédéric Hauswald   | Olivier Ural        | 5         |
| Citroën (Citroën DS3 R3T) | 70    | Yohan Rossel        | Benoît Fulcrand     | 5         |
| Citroën (Citroën DS3 R3T) | 73    | Henri Haapamäki     | Marko Salminen      | 6         |

## Wyniki

### Runda 1. – 82. Rajd Monte Carlo
| Runda | Nazwa rajdu                                             | Zawodnicy na podium | Zawodnicy na podium | Zawodnicy na podium              | Zawodnicy na podium                           | Zawodnicy na podium | Statystyka | Statystyka            | Statystyka | Statystyka   |
| Runda | Nazwa rajdu                                             | Poz.                | Nr                  | Kierowca                         | Załoga                                        | Czas                | OS         | Długość               | Zgł. załóg | Sklas. załóg |
| ----- | ------------------------------------------------------- | ------------------- | ------------------- | -------------------------------- | --------------------------------------------- | ------------------- | ---------- | --------------------- | ---------- | ------------ |
| 1     | 82. Rajd Monte Carlo (15–20 stycznia) – Wyniki i raport | 1                   | 1                   | Sébastien Ogier Julien Ingrassia | Volkswagen Motorsport (Volkswagen Polo R WRC) | 3:55:14,4           | (15) 14    | (383,88 km) 360,48 km | 68         | 40           |
| 1     | 82. Rajd Monte Carlo (15–20 stycznia) – Wyniki i raport | 2                   | 11                  | Bryan Bouffier Xavier Panseri    | M-Sport WRT (Ford Fiesta RS WRC)              | +1:18,9             | (15) 14    | (383,88 km) 360,48 km | 68         | 40           |
| 1     | 82. Rajd Monte Carlo (15–20 stycznia) – Wyniki i raport | 3                   | 3                   | Kris Meeke Paul Nagle            | Citroën Total Abu Dhabi WRT (Citroën DS3 WRC) | +1:54,3             | (15) 14    | (383,88 km) 360,48 km | 68         | 40           |

1. 1 2  Z powodu obfitych opadów śniegu nie rozegrano 14. OS-u.

### Runda 2. – 62. Rajd Szwecji
| Runda | Nazwa rajdu                                     | Zawodnicy na podium | Zawodnicy na podium | Zawodnicy na podium               | Zawodnicy na podium                              | Zawodnicy na podium | Statystyka | Statystyka            | Statystyka | Statystyka   |
| Runda | Nazwa rajdu                                     | Poz.                | Nr                  | Kierowca                          | Załoga                                           | Czas                | OS         | Długość               | Zgł. załóg | Sklas. załóg |
| ----- | ----------------------------------------------- | ------------------- | ------------------- | --------------------------------- | ------------------------------------------------ | ------------------- | ---------- | --------------------- | ---------- | ------------ |
| 2     | 62. Rajd Szwecji (5–8 lutego) – Wyniki i raport | 1                   | 2                   | Jari-Matti Latvala Miikka Anttila | Volkswagen Motorsport (Volkswagen Polo R WRC)    | 3:00:31,1           | (24) 23    | (328,94 km) 317,62 km | 44         | 30           |
| 2     | 62. Rajd Szwecji (5–8 lutego) – Wyniki i raport | 2                   | 9                   | Andreas Mikkelsen Mikko Markkula  | Volkswagen Motorsport II (Volkswagen Polo R WRC) | +53,6               | (24) 23    | (328,94 km) 317,62 km | 44         | 30           |
| 2     | 62. Rajd Szwecji (5–8 lutego) – Wyniki i raport | 3                   | 4                   | Mads Ostberg Jonas Andersson      | Citroën Total Abu Dhabi WRT (Citroën DS3 WRC)    | +59,5               | (24) 23    | (328,94 km) 317,62 km | 44         | 30           |

1. 1 2  Nie rozegrano 21. OS-u.

### Runda 3. – 28. Rajd Meksyku
| Runda | Nazwa rajdu                                    | Zawodnicy na podium | Zawodnicy na podium | Zawodnicy na podium               | Zawodnicy na podium                              | Zawodnicy na podium | Statystyka | Statystyka | Statystyka | Statystyka   |
| Runda | Nazwa rajdu                                    | Poz.                | Nr                  | Kierowca                          | Załoga                                           | Czas                | OS         | Długość    | Zgł. załóg | Sklas. załóg |
| ----- | ---------------------------------------------- | ------------------- | ------------------- | --------------------------------- | ------------------------------------------------ | ------------------- | ---------- | ---------- | ---------- | ------------ |
| 3     | 28. Rajd Meksyku (6–9 marca) – Wyniki i raport | 1                   | 1                   | Sébastien Ogier Julien Ingrassia  | Volkswagen Motorsport (Volkswagen Polo R WRC)    | 4:27:41,8           | 22         | 399,93 km  | 26         | 23           |
| 3     | 28. Rajd Meksyku (6–9 marca) – Wyniki i raport | 2                   | 2                   | Jari-Matti Latvala Miikka Anttila | Volkswagen Motorsport (Volkswagen Polo R WRC)    | +1:12,6             | 22         | 399,93 km  | 26         | 23           |
| 3     | 28. Rajd Meksyku (6–9 marca) – Wyniki i raport | 3                   | 7                   | Thierry Neuville Nicolas Gilsoul  | Hyundai Shell World Rally Team (Hyundai i20 WRC) | +5:28,6             | 22         | 399,93 km  | 26         | 23           |

### Runda 4. – 48. Rajd Portugalii
| Runda | Nazwa rajdu                                          | Zawodnicy na podium | Zawodnicy na podium | Zawodnicy na podium              | Zawodnicy na podium                                        | Zawodnicy na podium | Statystyka | Statystyka | Statystyka | Statystyka   |
| Runda | Nazwa rajdu                                          | Poz.                | Nr                  | Kierowca                         | Załoga                                                     | Czas                | OS         | Długość    | Zgł. załóg | Sklas. załóg |
| ----- | ---------------------------------------------------- | ------------------- | ------------------- | -------------------------------- | ---------------------------------------------------------- | ------------------- | ---------- | ---------- | ---------- | ------------ |
| 4     | 48. Rajd Portugalii (3–6 kwietnia) – Wyniki i raport | 1                   | 1                   | Sébastien Ogier Julien Ingrassia | Volkswagen Motorsport (Volkswagen Polo R WRC)              | 3:33:20,4           | 16         | 339,46 km  | 85         | 60           |
| 4     | 48. Rajd Portugalii (3–6 kwietnia) – Wyniki i raport | 2                   | 5                   | Mikko Hirvonen Jarmo Lehtinen    | M-Sport World Rally Team (Ford Fiesta RS WRC)              | +43,2               | 16         | 339,46 km  | 85         | 60           |
| 4     | 48. Rajd Portugalii (3–6 kwietnia) – Wyniki i raport | 3                   | 4                   | Mads Ostberg Jonas Andersson     | Citroën Total Abu Dhabi World Rally Team (Citroën DS3 WRC) | +1:12,4             | 16         | 339,46 km  | 85         | 60           |

### Runda 5. – 34. Rajd Argentyny
| Runda | Nazwa rajdu                                      | Zawodnicy na podium | Zawodnicy na podium | Zawodnicy na podium               | Zawodnicy na podium                                        | Zawodnicy na podium | Statystyka | Statystyka | Statystyka | Statystyka   |
| Runda | Nazwa rajdu                                      | Poz.                | Nr                  | Kierowca                          | Załoga                                                     | Czas                | OS         | Długość    | Zgł. załóg | Sklas. załóg |
| ----- | ------------------------------------------------ | ------------------- | ------------------- | --------------------------------- | ---------------------------------------------------------- | ------------------- | ---------- | ---------- | ---------- | ------------ |
| 5     | 34. Rajd Argentyny (8–11 maja) – Wyniki i raport | 1                   | 2                   | Jari-Matti Latvala Miikka Anttila | Volkswagen Motorsport (Volkswagen Polo R WRC)              | 4:41:24,8           | 14         | 406,12 km  | 94         | 23           |
| 5     | 34. Rajd Argentyny (8–11 maja) – Wyniki i raport | 2                   | 1                   | Sébastien Ogier Julien Ingrassia  | Volkswagen Motorsport (Volkswagen Polo R WRC)              | +1:26,9             | 14         | 406,12 km  | 94         | 23           |
| 5     | 34. Rajd Argentyny (8–11 maja) – Wyniki i raport | 3                   | 3                   | Kris Meeke Paul Nagle             | Citroën Total Abu Dhabi World Rally Team (Citroën DS3 WRC) | +5:54,7             | 14         | 406,12 km  | 94         | 23           |

### Runda 6. – 11. Rajd Włoch
| Runda | Nazwa rajdu                                    | Zawodnicy na podium | Zawodnicy na podium | Zawodnicy na podium               | Zawodnicy na podium                                        | Zawodnicy na podium | Statystyka | Statystyka | Statystyka | Statystyka   |
| Runda | Nazwa rajdu                                    | Poz.                | Nr                  | Kierowca                          | Załoga                                                     | Czas                | OS         | Długość    | Zgł. załóg | Sklas. załóg |
| ----- | ---------------------------------------------- | ------------------- | ------------------- | --------------------------------- | ---------------------------------------------------------- | ------------------- | ---------- | ---------- | ---------- | ------------ |
| 6     | 11. Rajd Włoch (4–8 czerwca) – Wyniki i raport | 1                   | 1                   | Sébastien Ogier Julien Ingrassia  | Volkswagen Motorsport (Volkswagen Polo R WRC)              | 4:02:37,8           | 17         | 364,54 km  | 52         | 39           |
| 6     | 11. Rajd Włoch (4–8 czerwca) – Wyniki i raport | 2                   | 4                   | Mads Ostberg Jonas Andersson      | Citroën Total Abu Dhabi World Rally Team (Citroën DS3 WRC) | +1:23,1             | 17         | 364,54 km  | 52         | 39           |
| 6     | 11. Rajd Włoch (4–8 czerwca) – Wyniki i raport | 3                   | 2                   | Jari-Matti Latvala Miikka Anttila | Volkswagen Motorsport (Volkswagen Polo R WRC)              | +1:32,8             | 17         | 364,54 km  | 52         | 39           |

### Runda 7. – 71. Rajd Polski
| Runda | Nazwa rajdu                                            | Zawodnicy na podium | Zawodnicy na podium | Zawodnicy na podium              | Zawodnicy na podium                              | Zawodnicy na podium | Statystyka | Statystyka           | Statystyka | Statystyka   |
| Runda | Nazwa rajdu                                            | Poz.                | Nr                  | Kierowca                         | Załoga                                           | Czas                | OS         | Długość              | Zgł. załóg | Sklas. załóg |
| ----- | ------------------------------------------------------ | ------------------- | ------------------- | -------------------------------- | ------------------------------------------------ | ------------------- | ---------- | -------------------- | ---------- | ------------ |
| 7     | 71. Rajd Polski 2014 (26–29 czerwca) – Wyniki i raport | 1                   | 1                   | Sébastien Ogier Julien Ingrassia | Volkswagen Motorsport (Volkswagen Polo R WRC)    | 2:34:02,0           | (24) 22    | (359,16 km) 327,5 km | 71         | 52           |
| 7     | 71. Rajd Polski 2014 (26–29 czerwca) – Wyniki i raport | 2                   | 9                   | Andreas Mikkelsen Ola Floene     | Volkswagen Motorsport II (Volkswagen Polo R WRC) | +1:07,7             | (24) 22    | (359,16 km) 327,5 km | 71         | 52           |
| 7     | 71. Rajd Polski 2014 (26–29 czerwca) – Wyniki i raport | 3                   | 7                   | Thierry Neuville Nicolas Gilsoul | Hyundai Shell World Rally Team (Hyundai i20 WRC) | +2:13,5             | (24) 22    | (359,16 km) 327,5 km | 71         | 52           |

1. 1 2  Nie rozegrano 7. i 8. OS-u.

### Runda 8. – 64. Rajd Finlandii
| Runda | Nazwa rajdu                                                       | Zawodnicy na podium | Zawodnicy na podium | Zawodnicy na podium               | Zawodnicy na podium                                        | Zawodnicy na podium | Statystyka | Statystyka | Statystyka | Statystyka   |
| Runda | Nazwa rajdu                                                       | Poz.                | Nr                  | Kierowca                          | Załoga                                                     | Czas                | OS         | Długość    | Zgł. załóg | Sklas. załóg |
| ----- | ----------------------------------------------------------------- | ------------------- | ------------------- | --------------------------------- | ---------------------------------------------------------- | ------------------- | ---------- | ---------- | ---------- | ------------ |
| 8     | 64. Rajd Finlandii 2014 (31 lipca – 3 sierpnia) – Wyniki i raport | 1                   | 2                   | Jari-Matti Latvala Miikka Anttila | Volkswagen Motorsport (Volkswagen Polo R WRC)              | 2:57:23,2           | 26         | 360,82 km  | 81         | 54           |
| 8     | 64. Rajd Finlandii 2014 (31 lipca – 3 sierpnia) – Wyniki i raport | 2                   | 1                   | Sébastien Ogier Julien Ingrassia  | Volkswagen Motorsport (Volkswagen Polo R WRC)              | +3,6                | 26         | 360,82 km  | 81         | 54           |
| 8     | 64. Rajd Finlandii 2014 (31 lipca – 3 sierpnia) – Wyniki i raport | 3                   | 3                   | Kris Meeke Paul Nagle             | Citroën Total Abu Dhabi World Rally Team (Citroën DS3 WRC) | +50,6               | 26         | 360,82 km  | 81         | 54           |

### Runda 9. – 32. Rajd Niemiec
| Runda | Nazwa rajdu                                              | Zawodnicy na podium | Zawodnicy na podium | Zawodnicy na podium              | Zawodnicy na podium                              | Zawodnicy na podium | Statystyka | Statystyka            | Statystyka | Statystyka   |
| Runda | Nazwa rajdu                                              | Poz.                | Nr                  | Kierowca                         | Załoga                                           | Czas                | OS         | Długość               | Zgł. załóg | Sklas. załóg |
| ----- | -------------------------------------------------------- | ------------------- | ------------------- | -------------------------------- | ------------------------------------------------ | ------------------- | ---------- | --------------------- | ---------- | ------------ |
| 9     | 32. Rajd Niemiec 2014 (21–24 sierpnia) – Wyniki i raport | 1                   | 7                   | Thierry Neuville Nicolas Gilsoul | Hyundai Shell World Rally Team (Hyundai i20 WRC) | 3:07:20,2           | (18) 17    | (326,02 km) 314,94 km | 86         | 64           |
| 9     | 32. Rajd Niemiec 2014 (21–24 sierpnia) – Wyniki i raport | 2                   | 8                   | Dani Sordo Marc Martí            | Hyundai Shell World Rally Team (Hyundai i20 WRC) | +40,7               | (18) 17    | (326,02 km) 314,94 km | 86         | 64           |
| 9     | 32. Rajd Niemiec 2014 (21–24 sierpnia) – Wyniki i raport | 3                   | 9                   | Andreas Mikkelsen Mikko Markkula | Volkswagen Motorsport II (Volkswagen Polo R WRC) | +58,0               | (18) 17    | (326,02 km) 314,94 km | 86         | 64           |

1. 1 2  Nie rozegrano 8. OS-u.

### Runda 10. – 23. Rajd Australii
| Runda | Nazwa rajdu                                                | Zawodnicy na podium | Zawodnicy na podium | Zawodnicy na podium               | Zawodnicy na podium                              | Zawodnicy na podium | Statystyka | Statystyka | Statystyka | Statystyka   |
| Runda | Nazwa rajdu                                                | Poz.                | Nr                  | Kierowca                          | Załoga                                           | Czas                | OS         | Długość    | Zgł. załóg | Sklas. załóg |
| ----- | ---------------------------------------------------------- | ------------------- | ------------------- | --------------------------------- | ------------------------------------------------ | ------------------- | ---------- | ---------- | ---------- | ------------ |
| 10    | 23. Rajd Australii 2014 (11–14 września) – Wyniki i raport | 1                   | 1                   | Sébastien Ogier Julien Ingrassia  | Volkswagen Motorsport (Volkswagen Polo R WRC)    | 2:53:18,0           | 20         | 319,58 km  | 30         | 23           |
| 10    | 23. Rajd Australii 2014 (11–14 września) – Wyniki i raport | 2                   | 2                   | Jari-Matti Latvala Miikka Anttila | Volkswagen Motorsport (Volkswagen Polo R WRC)    | +6,8                | 20         | 319,58 km  | 30         | 23           |
| 10    | 23. Rajd Australii 2014 (11–14 września) – Wyniki i raport | 3                   | 9                   | Andreas Mikkelsen Mikko Markkula  | Volkswagen Motorsport II (Volkswagen Polo R WRC) | +1:18,0             | 20         | 319,58 km  | 30         | 23           |

### Runda 11. – Rajd Francji Alzacja 2014
| Runda | Nazwa rajdu                                                    | Zawodnicy na podium | Zawodnicy na podium | Zawodnicy na podium               | Zawodnicy na podium                              | Zawodnicy na podium | Statystyka | Statystyka | Statystyka | Statystyka   |
| Runda | Nazwa rajdu                                                    | Poz.                | Nr                  | Kierowca                          | Załoga                                           | Czas                | OS         | Długość    | Zgł. załóg | Sklas. załóg |
| ----- | -------------------------------------------------------------- | ------------------- | ------------------- | --------------------------------- | ------------------------------------------------ | ------------------- | ---------- | ---------- | ---------- | ------------ |
| 11    | Rajd Francji Alzacja 2014 (2–5 października) – Wyniki i raport | 1                   | 2                   | Jari-Matti Latvala Miikka Anttila | Volkswagen Motorsport (Volkswagen Polo R WRC)    | 2:38:19,1           | 18         | 303,63 km  | 91         | 75           |
| 11    | Rajd Francji Alzacja 2014 (2–5 października) – Wyniki i raport | 2                   | 9                   | Andreas Mikkelsen Mikko Markkula  | Volkswagen Motorsport II (Volkswagen Polo R WRC) | +44,8               | 18         | 303,63 km  | 91         | 75           |
| 11    | Rajd Francji Alzacja 2014 (2–5 października) – Wyniki i raport | 3                   | 9                   | Kris Meeke Paul Nagle             | Citroën Total Abu Dhabi WRT (Citroën DS3 WRC)    | +1:05,3             | 18         | 303,63 km  | 91         | 75           |

### Runda 12. – 50. Rajd Hiszpanii
| Runda | Nazwa rajdu                                                | Zawodnicy na podium | Zawodnicy na podium | Zawodnicy na podium               | Zawodnicy na podium                           | Zawodnicy na podium | Statystyka | Statystyka | Statystyka | Statystyka   |
| Runda | Nazwa rajdu                                                | Poz.                | Nr                  | Kierowca                          | Załoga                                        | Czas                | OS         | Długość    | Zgł. załóg | Sklas. załóg |
| ----- | ---------------------------------------------------------- | ------------------- | ------------------- | --------------------------------- | --------------------------------------------- | ------------------- | ---------- | ---------- | ---------- | ------------ |
| 12    | Rajd Hiszpanii 2014 (23–26 października) – Wyniki i raport | 1                   | 1                   | Sébastien Ogier Julien Ingrassia  | Volkswagen Motorsport (Volkswagen Polo R WRC) | 3:46:44,6           | 17         | 372,96 km  | 65         | 56           |
| 12    | Rajd Hiszpanii 2014 (23–26 października) – Wyniki i raport | 2                   | 2                   | Jari-Matti Latvala Miikka Anttila | Volkswagen Motorsport (Volkswagen Polo R WRC) | +11,3               | 17         | 372,96 km  | 65         | 56           |
| 12    | Rajd Hiszpanii 2014 (23–26 października) – Wyniki i raport | 3                   | 5                   | Mikko Hirvonen Jarmo Lehtinen     | M-Sport WRT (Ford Fiesta RS WRC)              | +1:42,2             | 17         | 372,96 km  | 65         | 56           |

### Runda 13. – 70. Rajd Wielkiej Brytanii
| Runda | Nazwa rajdu                                                     | Zawodnicy na podium | Zawodnicy na podium | Zawodnicy na podium              | Zawodnicy na podium                           | Zawodnicy na podium | Statystyka | Statystyka | Statystyka | Statystyka   |
| Runda | Nazwa rajdu                                                     | Poz.                | Nr                  | Kierowca                         | Załoga                                        | Czas                | OS         | Długość    | Zgł. załóg | Sklas. załóg |
| ----- | --------------------------------------------------------------- | ------------------- | ------------------- | -------------------------------- | --------------------------------------------- | ------------------- | ---------- | ---------- | ---------- | ------------ |
| 12    | Rajd Wielkiej Brytanii 2014 (13–16 listopada) – Wyniki i raport | 1                   | 1                   | Sébastien Ogier Julien Ingrassia | Volkswagen Motorsport (Volkswagen Polo R WRC) | 3:03:08,2           | 23         | 305,64 km  | 63         | 53           |
| 12    | Rajd Wielkiej Brytanii 2014 (13–16 listopada) – Wyniki i raport | 2                   | 5                   | Mikko Hirvonen Jarmo Lehtinen    | M-Sport WRT (Ford Fiesta RS WRC)              | +37,6               | 23         | 305,64 km  | 63         | 53           |
| 12    | Rajd Wielkiej Brytanii 2014 (13–16 listopada) – Wyniki i raport | 3                   | 5                   | Mads Ostberg Jonas Andersson     | Citroën Total Abu Dhabi WRT (Citroën DS3 WRC) | +1:03,6             | 23         | 305,64 km  | 63         | 53           |

### Klasyfikacja generalna kierowców

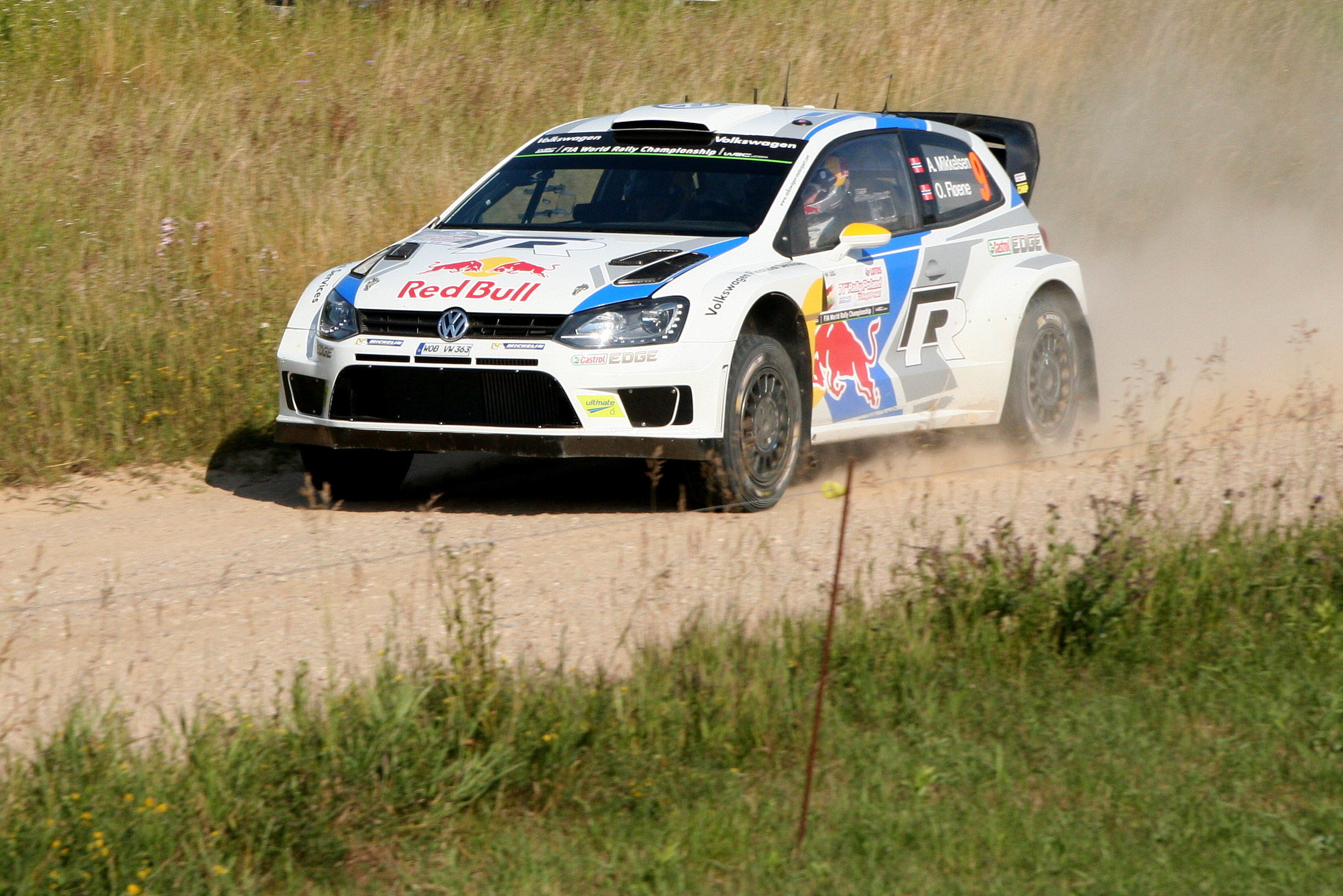
Andreas Mikkelsen podczas 71. Rajdu Polski zajął drugie miejsce, tu podczas przejazdu 11. odcinka specjalnego

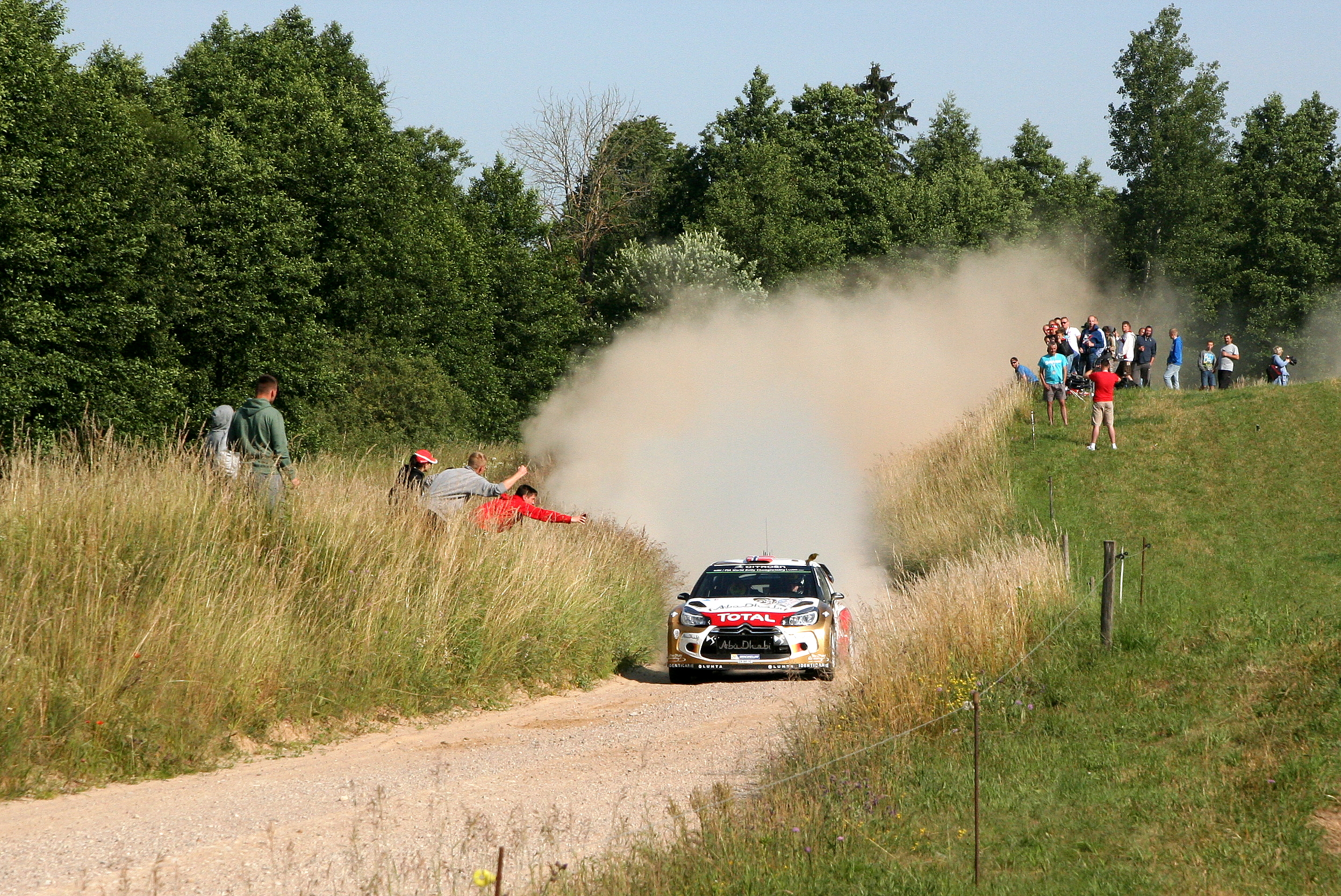
Mads Ostberg nie ukończył Rajdu Polski 2014, do 13. odcinka specjalnego zajmował trzecie miejsce w klasyfikacji generalnej

Punkty otrzymuje 10 pierwszych zawodników i pilotów, którzy ukończą wyścig według klucza:
| Miejsce | 1  | 2  | 3  | 4  | 5  | 6 | 7 | 8 | 9 | 10 |
| Punkty  | 25 | 18 | 15 | 12 | 10 | 8 | 6 | 4 | 2 | 1  |

W tabeli uwzględniono miejsce, które zajął zawodnik w poszczególnym rajdzie, a w indeksie górnym umieszczono punkty uzyskane na ostatnim odcinku specjalnym tzw. Power Stage, w którym punkty przyznawane są według porządku:
| Miejsce | 1 | 2 | 3 |
| Punkty  | 3 | 2 | 1 |

| Poz. | Kierowca            | MON | SWE | MEX | POR  | ARG | ITA | POL | FIN | DEU | AUS | FRA  | ESP | GBR | Suma punktów |
| ---- | ------------------- | --- | --- | --- | ---- | --- | --- | --- | --- | --- | --- | ---- | --- | --- | ------------ |
| 1    | Sébastien Ogier     | 1 ² | 6   | 1 ³ | 1 ³  | 2 ³ | 1 1 | 1 ³ | 2 ³ | NU  | 1 ² | 13 ³ | 1   | 1   | 267          |
| 2    | Jari-Matti Latvala  | 5 ³ | 1 ² | 2 ² | 14 ² | 1 1 | 3 ² | 5 1 | 1 ² | NU  | 2 1 | 1 1  | 2 ³ | 8 ³ | 218          |
| 3    | Andreas Mikkelsen   | 7   | 2   | 19  | 4    | 4   | 4 ³ | 2 ² | 4   | 3   | 3   | 2    | 7 1 | NU  | 150          |
| 4    | Mikko Hirvonen      | NU  | 4 1 | 8 1 | 2    | 9 ² | NU  | 4   | 5   | 51  | 5   | 5    | 3   | 2   | 126          |
| 5    | Mads Ostberg        | 4   | 3 ³ | 9   | 3 1  | NU  | 2   | NU  | NU  | 6   | NU  | 7    | 4   | 3 1 | 108          |
| 6    | Thierry Neuville    | NU  | 28  | 3   | 7    | 5   | 16  | 3   | NU  | 1 ² | 7   | 8    | 6   | 4 ² | 105          |
| 7    | Kris Meeke          | 3 1 | 10  | NU  | NU   | 3   | 18  | 7   | 3 1 | NU  | 4³  | 3    | 19² | 6   | 92           |
| 8    | Elfyn Evans         | 6   | NU  | 4   | 22   | 7   | 5   | 35  | 7   | 4³  | 8   | 6²   | 14  | 5   | 81           |
| 9    | Martin Prokop       | NU  | NU  | 5   | 6    | 8   | 6   | 10  | NU  | 7   |     | 10   | 8   | 9   | 44           |
| 10   | Dani Sordo          | NU  |     |     | NU   | NU  |     |     |     | 2   |     | 4    | 5   |     | 40           |
| 11   | Henning Solberg     |     | 7   |     | 5    |     | 7   | 9   | 9   |     |     |      |     | NU  | 26           |
| 12   | Bryan Bouffier      | 2   |     |     |      |     |     | 14  |     | NU  |     | 9    |     |     | 20           |
| 13   | Juho Hänninen       |     | 19  |     | 8    |     | NU  | 6   | 6   |     |     |      |     | 26  | 20           |
| 14   | Hayden Paddon       |     |     |     |      |     | 12  | 8   | 8   |     | 6   |      | 9   | 10  | 19           |
| 15   | Ott Tänak           |     | 5   | 15  | NU   | 17  | 21  | 11  | 12  | 10  | NU  |      |     | 7   | 17           |
| 16   | Robert Kubica       | NU  | 24  | NU  | NU   | 6   | 8   | 20  | 34  | NU  | 9   | NU   | 17  | 11  | 14           |
| 17   | Benito Guerra       |     |     | 6   |      |     |     |     |     |     |     |      | 18  |     | 8            |
| 18   | Chris Atkinson      |     |     | 7   |      |     |     |     |     |     | 10  |      |     |     | 7            |
| 19   | Pontus Tidemand     |     | 8   |     | 11   |     |     |     |     | 9   |     | 28   |     |     | 6            |
| 20   | Dennis Kuipers      |     |     |     |      |     |     |     |     | 8   |     | 11   |     |     | 4            |
| 21   | Jaroslav Melichárek | 8   |     |     |      |     | 19  |     |     | 14  |     |      |     |     | 4            |
| 22   | Nasser Al-Attiyah   |     |     |     | 9    | 10  | NU  |     |     | 17  | 11  |      | 10  |     | 4            |
| 23   | Lorenzo Bertelli    | 12  | 18  | 13  | 30   | 13  | 9   | NU  |     | 50  | 14  |      | NU  | 13  | 2            |
| 24   | Matteo Gamba        | 9   |     |     |      |     |     |     |     |     |     | NU   |     |     | 2            |
| 25   | Craig Breen         |     | 9   |     |      |     |     |     | NU  |     |     |      |     |     | 2            |
| 26   | Jurij Protasow      | 10  | 15  | 10  | 32   | NU  | 13  | 43  |     | 11  | 13  | 16   | 11  |     | 2            |
| 27   | Jari Ketomaa        |     | 12  |     | 10   | 21  |     | 12  | 11  |     | 12  |      |     |     | 1            |
| 28   | Karl Kruuda         |     |     |     |      |     |     |     | 10  |     |     |      | 24  | 16  | 1            |
| 29   | Khalid Al Qassimi   |     | 16  |     | 13   |     | 10  |     |     |     |     |      | 15  |     | 1            |
| Poz. | Kierowca            | MON | SWE | MEX | POR  | ARG | ITA | POL | FIN | DEU | AUS | FRA  | ESP | GBR | Suma punktów |

| Kolor     | Opis                   |
| --------- | ---------------------- |
| Złoty     | Zwycięzca              |
| Srebrny   | 2. miejsce             |
| Brązowy   | 3. miejsce             |
| Zielony   | Punktowane miejsce     |
| Niebieski | Ukończył nie punktował |
| Fioletowy | Nie ukończył NU        |
| Czarny    | Wykluczony X           |
| Biały     | Nie wystartował NW     |
| Puste     | Nie brał udziału       |

#### Klasyfikacja generalna pilotów
| Poz. | Kierowca             | MON | SWE | MEX | POR | ARG | ITA | POL | FIN | DEU | AUS | FRA | ESP | GBR | Suma punktów |
| ---- | -------------------- | --- | --- | --- | --- | --- | --- | --- | --- | --- | --- | --- | --- | --- | ------------ |
| 1    | Julien Ingrassia     | 1²  | 6   | 1   | 1   | 21  | 1³  | 1³  | 21  | NU  | 1²  | 131 | 1   | 1   | 267          |
| 2    | Miikka Anttila       | 51  | 1²  | 2²  | 19² | 1³  | 3²  | 5³  | 1²  | NU  | 21  | 1³  | 21  | 81  | 218          |
| 3    | Jarmo Lehtinen       | NU  | 4³  | 8³  | 2   | 9²  | NU  | 4   | 5   | 5³  | 5   | 5   | 3   | 2   | 126          |
| 4    | Jonas Andersson      | 4   | 31  | 9   | 31  | NU  | 2   | NU  | NU  | 6   | 15  | 7   | 4   | 3³  | 108          |
| 5    | Ola Floene           |     | 8   |     | 11  |     | 41  | 2²  | 4   | 3   | 3   | 2   | 7³  | NU  | 106          |
| 6    | Nicolas Gilsoul      | NU  | 28  | 3   | 7   | 5   | 16  | 3   | NU  | 1²  | 7   | 8   | 6   | 4²  | 105          |
| 7    | Paul Nagle           | 3³  | 10  | NU  | NU  | 3   | 18  | 7   | 3³  | NU  | 4³  | 3   | 19² | 6   | 92           |
| 8    | Daniel Barritt       | 6   | NU  | 4   | 22  | 7   | 5   | 35  | 7   | 41  | 8   | 6²  | 14  | 5   | 81           |
| 9    | Mikko Markkula       | 7   | 2   | 19  | 4   | 4   |     |     |     |     |     |     |     |     | 48           |
| 10   | Jan Tománek          |     | NU  | 5   | 6   | 8   | 6   | 10  | NU  | 7   |     | 10  | 8   | 9   | 44           |
| 11   | Marc Martí           | NU  |     |     | NU  | NU  |     |     |     | 2   |     | 4   | 5   |     | 40           |
| 12   | Ilka Minor           |     | 7   |     | 5   |     | 7   | 9   | 9   |     |     |     |     | NU  | 26           |
| 13   | Xavier Panseri       | 2   |     |     |     |     |     | 14  |     | NU  |     | 9   |     |     | 20           |
| 14   | Tomi Tuominen        |     | 19  |     | 8   |     | NU  | 6   | 6   |     |     |     |     | 30  | 20           |
| 15   | John Kennard         |     |     |     |     |     | 12  | 8   | 8   |     | 6   |     | 9   | 10  | 19           |
| 16   | Raigo Mõlder         |     | 5   | 15  | NU  | 17  | 21  | 11  | 12  | 10  | NU  |     |     | 7   | 17           |
| 17   | Maciek Szczepaniak   | NU  | 24  | NU  | NU  | 6   | 8   | 20  | 34  | NU  | 9   | NU  | 17  | 11  | 14           |
| 18   | Borja Rozada         |     |     | 6   |     |     |     |     | NU  |     |     |     | 18  |     | 8            |
| 19   | Stéphane Prévot      |     |     | 7   |     |     |     |     |     | 12  | 10  |     |     | 35  | 7            |
| 20   | Robin Buysmans       |     |     |     |     |     |     |     |     | 8   |     | 11  |     |     | 4            |
| 21   | Erik Melichárek      | 8   |     |     |     |     | 19  |     |     | 14  |     |     |     |     | 4            |
| 22   | Giovanni Bernacchini |     |     |     | 9   | 10  | NU  |     |     | 17  | 11  |     | 10  | 17  | 4            |
| 23   | Mitia Dotta          | 12  | 18  | 13  | 30  | 13  | 9   |     | NU  | 50  | 14  |     | NU  | 13  | 2            |
| 24   | Nicola Arena         | 9   | 26  | 17  | 19  |     | 25  | 29  |     |     | 16  | NU  |     |     | 2            |
| 25   | Scott Martin         |     | 9   |     |     |     |     |     | NU  | NW  |     |     |     | 14  | 2            |
| 26   | Emil Axelsson        |     |     |     |     |     |     |     |     | 9   |     |     |     |     | 2            |
| 27   | Pavlo Cherepin       | 10  | 15  | 10  | 31  | NU  | 13  |     | 43  | 11  | 13  | 16  | 11  |     | 2            |
| 28   | Kaj Lindstrom        |     | 12  |     | 10  | 21  |     | 12  | 11  |     | 12  |     |     | 12  | 1            |
| 29   | Martin Järveoja      |     | 11  |     | 12  |     |     | NU  | 10  |     |     |     | 24  | 16  | 1            |
| 30   | Chris Patterson      |     | 16  |     | 13  |     | 10  |     |     |     |     |     | 15  |     | 1            |

### Klasyfikacja generalna zespołów
Do klasyfikacji mistrza świata producentów w sezonie 2014 zaliczane było dziesięć pierwszych miejsc zajętych w rajdzie przez nominowane załogi i punktowane one były według zasady:
| Pozycja | 1º | 2º | 3º | 4º | 5º | 6º | 7º | 8º | 9º | 10º |
| ------- | -- | -- | -- | -- | -- | -- | -- | -- | -- | --- |
| Punkty  | 25 | 18 | 15 | 12 | 10 | 8  | 6  | 4  | 2  | 1   |

| Poz. | Zespół                                   | Nr | MON | SWE | MEX | POR | ARG | ITA | POL | FIN | DEU | AUS | FRA | ESP | GBR | Suma pkt |
| ---- | ---------------------------------------- | -- | --- | --- | --- | --- | --- | --- | --- | --- | --- | --- | --- | --- | --- | -------- |
| 1    | Volkswagen Motorsport                    | 1  | 1   | 5   | 1   | 1   | 2   | 1   | 1   | 2   | NU  | 1   | 11  | 1   | 1   | 447      |
| 1    | Volkswagen Motorsport                    | 2  | 4   | 1   | 2   | 8   | 1   | 3   | 5   | 1   | NU  | 2   | 1   | 2   | 8   | 447      |
| 2    | Citroën Total Abu Dhabi World Rally Team | 3  | 2   | 6   | NU  | NU  | 3   | 10  | 7   | 3   | NU  | 3   | 3   | 12  | 6   | 210      |
| 2    | Citroën Total Abu Dhabi World Rally Team | 4  | 3   | 3   | 8   | 3   | NU  | 2   | NU  | NU  | 6   | 10  | 7   | 4   | 3   | 210      |
| 3    | M-Sport World Rally Team                 | 5  | NU  | 4   | 7   | 2   | 9   | NU  | 4   | 5   | 5   | 4   | 5   | 3   | 2   | 208      |
| 3    | M-Sport World Rally Team                 | 6  | 5   | NU  | 4   | 9   | 7   | 5   | 11  | 7   | 4   | 7   | 6   | 10  | 5   | 208      |
| 4    | Hyundai Shell World Rally Team           | 7  | NU  | 9   | 3   | 7   | 5   | 9   | 3   | NU  | 1   | 6   | 8   | 6   | 4   | 187      |
| 4    | Hyundai Shell World Rally Team           | 8  | NU  | 7   | 6   | 8   | NU  | NU  | 6   | 6   | 2   | 9   | 4   | 5   | 12  | 187      |
| 5    | Volkswagen Motorsport II                 | 9  | 6   | 2   | 9   | 4   | 4   | 4   | 2   | 4   | 3   |     | 2   | 7   | NU  | 133      |
| 6    | Jipocar Czech National Team              | 21 | NU  | NU  | 5   | 6   | 8   | 6   | 9   | NU  | 7   |     | 10  | 8   | 8   | 49       |
| 7    | Hyundai Motorsport N                     | 20 |     |     |     | NU  |     | 8   | 8   | 8   | NU  | 5   | 9   | 9   | 9   | 28       |
| 8    | RK M-Sport World Rally Team              | 10 | NU  | 8   | NU  | NU  | 6   | 7   | 10  | 9   | NU  | 8   | NU  | 11  | 10  | 26       |
| Poz. | Zespół                                   | Nr | MON | SWE | MEX | POR | ARG | ITA | POL | FIN | DEU | AUS | FRA | ESP | GBR | Suma pkt |

### Wynik WRC-2
| Poz. | Kierowca             | MON | SWE | MEX | POR | ARG | ITA | POL | FIN | DEU | AUS | FRA | ESP | GBR | Suma punktów |
| ---- | -------------------- | --- | --- | --- | --- | --- | --- | --- | --- | --- | --- | --- | --- | --- | ------------ |
| 1    | Nasir al-Atijja      |     |     |     | 1   | 1   | NU  |     |     | 5   | 1   |     | 1   | 6   | 118          |
| 2    | Jari Ketomaa         |     | 2   |     | 2   | 11  |     | 2   | 2   |     | 2   |     |     | 1   | 115          |
| 3    | Lorenzo Bertelli     | 2   | 5   | 2   |     | 4   | 1   | NU  |     |     | 4   |     |     | 2   | 111          |
| 4    | Jurij Protasow       | 1   | 5   | 1   | 14  | NU  | 3   |     |     |     | 3   |     |     |     | 90           |
| 5    | Karl Kruuda          |     | 1   |     | 4   |     | 4   | NU  | 1   |     |     |     | 7   | 5   | 90           |
| 6    | Ott Tänak            |     |     | 4   |     | 8   | 8   | 1   | 3   | 2   | NU  |     |     |     | 78           |
| 7    | Pontus Tidemand      |     |     |     | 3   |     |     |     |     | 1   |     | 4   |     |     | 52           |
| 8    | Bernardo Sousa       |     |     |     | 5   |     | 5   | 5   |     | NU  |     | 2   | NU  | NU  | 48           |
| 9    | Nicolás Fuchs        |     |     | 6   | 12  | 2   | NU  | 6   |     |     |     |     | 5   | 9   | 46           |
| 10   | Wałerij Gorbań       |     | 6   |     | 8   |     | 15  | 4   | 7   |     |     |     | 6   | 7   | 42           |
| 11   | Yazeed Al-Rajhi      |     | 4   |     |     |     | NU  | 3   | 4   |     | NU  |     |     |     | 39           |
| 12   | Robert Barrable      | 3   |     |     | 6   |     |     |     |     |     |     |     | 3   |     | 38           |
| 13   | Massimiliano Rendina | 5   |     | 3   | 13  | 13  | 12  | 8   |     |     | 6   |     |     |     | 37           |
| 14   | Quentin Gilbert      |     |     | NU  |     | NU  | 6   |     |     |     |     | 1   |     | 8   | 37           |
| 15   | Sébastien Chardonnet |     |     |     |     |     | 2   | 11  | NU  | NU  |     | 3   | NU  |     | 33           |
| 16   | Julien Maurin        | NU  |     |     | NU  |     | NU  |     |     | 4   |     |     | 2   |     | 30           |
| 17   | Armin Kremer         | 4   |     |     |     |     |     |     |     | 3   |     |     |     |     | 27           |
| 18   | Jourdan Serderidis   | 6   | NU  |     |     |     |     | 9   |     |     | NU  | 7   | 8   | 10  | 21           |
| 19   | Juan Carlos Alonso   |     |     |     | 15  | 7   | 9   | 10  | 6   |     |     |     | NU  |     | 17           |
| 20   | Abdulaziz Al-Kuwari  |     |     |     | 7   | 5   | NU  |     |     |     |     |     |     |     | 16           |
| 21   | Jarosław Kołtun      |     |     |     |     |     |     | 7   |     |     |     | 7   |     | 11  | 16           |
| 22   | Diego Dominguez      |     |     |     |     | 3   |     |     |     |     |     |     |     |     | 15           |
| 23   | Fredrik Åhlin        |     | 3   |     | NU  |     |     |     |     |     |     |     |     |     | 15           |
| 24   | Matthew Wilson       |     |     |     |     |     |     |     |     |     |     |     |     | 3   | 15           |
| 25   | Gianluca Linari      |     | 8   | 5   |     | 14  | NU  |     |     |     |     |     |     |     | 14           |
| 26   | Thomas Cave          |     |     |     |     |     |     |     |     |     |     |     |     | 5   | 14           |
| 27   | Subhan Aksa          |     |     |     | 9   |     |     |     |     |     | 9   |     |     |     | 12           |
| 28   | Benito Guerra Latapi |     |     |     |     |     |     |     |     |     |     |     | 4   |     | 12           |
| 29   | Eyvind Brynildsen    |     |     |     |     |     |     |     | 5   |     |     |     |     |     | 10           |
| 30   | Miguel Zaldivar      |     |     |     |     | 6   |     |     |     |     |     |     |     |     | 8            |
| 31   | Augusto Bestard      |     |     | 7   |     | 9   |     |     |     |     |     |     |     |     | 8            |
| 32   | Rashid Al-Ketbi      |     |     |     | 11  |     |     | NU  |     | 6   |     |     |     |     | 8            |
| 33   | Johan Heloise        |     |     |     |     |     |     |     |     |     |     | 6   |     |     | 8            |
| 34   | Martin Kangur        |     |     |     | 10  |     | 7   | NU  |     |     |     |     |     | NU  | 7            |
| 35   | Marty McCormack      |     |     |     | NU  |     | 14  |     |     | 7   |     | NU  |     | NU  | 6            |
| 36   | Ramon Torres Fuentes |     |     |     |     | 10  | 10  | 12  |     |     |     |     |     |     | 2            |
| Poz. | Kierowca             | MON | SWE | MEX | POR | ARG | ITA | POL | FIN | DEU | AUS | FRA | ESP | GBR | Suma punktów |

### Wynik WRC-3
| Poz. | Kierowca            | MON | SWE | MEX | POR | ARG | ITA | POL | FIN | DEU | AUS | FRA | ESP | GBR | Suma punktów |
| ---- | ------------------- | --- | --- | --- | --- | --- | --- | --- | --- | --- | --- | --- | --- | --- | ------------ |
| 1    | Stéphane Lefebvre   |     |     |     | 1   |     |     | 1   | 8   | 1   |     | X   |     |     | 79           |
| 2    | Alastair Fisher     |     |     |     |     |     |     | 2   | 5   | 4   |     | X   |     | 1   | 65           |
| 3    | Martin Koci         |     |     |     | 3   |     |     | 4   | 2   | NU  |     | X   |     | 2   | 63           |
| 4    | Quentin Giordano    |     |     |     | 10  |     |     | 3   | 3   | 3   |     | X   |     | 6   | 54           |
| 5    | Christian Riedemann |     |     |     | 2   |     |     | 5   |     | 2   |     |     |     |     | 46           |
| 6    | Molly Taylor        |     |     |     | 8   |     |     | 8   | 4   |     |     |     |     | 4   | 32           |
| 6    | Simone Tempestini   |     |     |     | 6   |     |     | NU  | 6   | 5   |     | X   |     | NU  | 26           |
| 8    | Teemu Suninen       |     |     |     |     |     |     |     | 1   |     |     |     |     |     | 25           |
| 9    | Quentin Gilbert     | 1   |     |     |     |     |     |     |     |     |     |     |     |     | 25           |
| 10   | Mohammed Al Mutawaa |     |     |     |     |     |     |     |     |     |     |     | 1   |     | 25           |
| 11   | Aron Domżała        |     |     |     |     |     |     | 7   | 7   |     |     | X   |     | 5   | 22           |
| 12   | Kornél Lukács       |     |     |     |     |     |     | 6   | NU  | 6   |     | NU  |     |     | 16           |
| 13   | Federico della Casa |     |     |     | 4   |     |     | 9   | 9   | NU  |     |     |     |     | 16           |
| 14   | Henri Haapamaki     |     |     |     |     |     |     |     |     |     |     |     |     | 3   | 16           |
| 15   | Simone Campedelli   |     |     |     | 5   |     |     |     |     |     |     |     |     |     | 10           |
| 16   | Jan Černý           |     |     |     | 7   |     |     |     |     |     |     |     |     |     | 6            |
| 17   | Panikos Polikarpou  |     |     |     | 9   |     |     | NU  |     |     |     |     |     |     | 2            |
| Poz. | Kierowca            | MON | SWE | MEX | POR | ARG | ITA | POL | FIN | DEU | AUS | FRA | ESP | GBR | Suma punktów |

### WynikJunior WRC
| Poz. | Kierowca            | POR | POL | FIN | DEU | FRA | GBR | Suma pkt |
| ---- | ------------------- | --- | --- | --- | --- | --- | --- | -------- |
| 1    | Stéphane Lefebvre   | 1   | 1   | 7   | 1   | 4   |     | 93       |
| 2    | Alastair Fisher     | NU  | 2   | 4   | 4   | 1   | 1   | 92       |
| 3    | Martin Koci         | 3   | 4   | 1   | NU  | 7   | 2   | 76       |
| 4    | Quentin Giordano    | 10  | 3   | 2   | 3   | 3   | 6   | 72       |
| 5    | Christian Riedemann | 2   | 5   |     | 2   |     |     | 46       |
| 6    | Molly Taylor        | 8   | 8   | 3   |     |     | 4   | 35       |
| 7    | Aron Domżała        | NU  | 7   | 6   |     | 6   | 5   | 32       |
| 8    | Simone Tempestini   | 6   | NU  | 5   | 5   | NU  | NU  | 28       |
| 9    | Eric Camili         |     |     |     |     | 2   |     | 18       |
| 10   | Federico della Casa | 4   | 9   | 8   | NU  |     |     | 18       |
| 11   | Kornél Lukács       | 12  | 4   | NU  | 6   | NU  |     | 16       |
| 12   | Henri Haapamaki     |     |     |     |     |     | 3   | 15       |
| 13   | Yohan Rossel        |     |     |     |     | 5   |     | 10       |
| 14   | Jan Černý           | 7   |     |     |     |     |     | 6        |
| 15   | Panikos Polikarpou  | 9   |     |     |     |     |     | 2        |
| Poz. | Kierowca            | POR | POL | FIN | DEU | FRA | GBR | Suma pkt |

## Statystyki sezonu 2014[5]
Zwycięzcy odcinków specjalnych
| lp | Kierowca           | Ilość |
| -- | ------------------ | ----- |
| 1  | Sébastien Ogier    | 94    |
| 2  | Jari-Matti Latvala | 85    |
| 3  | Andreas Mikkelsen  | 20    |
| 4  | Mads Østberg       | 15    |
| 5  | Kris Meeke         | 8     |
| 6  | Mikko Hirvonen     | 7     |
| 7  | Thierry Neuville   | 6     |
| 8  | Robert Kubica      | 5     |
| 9  | Dani Sordo         | 3     |
| 10 | Bryan Bouffier     | 2     |
| 10 | Henning Solberg    | 2     |
| 10 | Juho Hänninen      | 2     |
| 13 | Ott Tänak          | 1     |
| 13 | Elfyn Evans        | 1     |
| 13 | Hayden Paddon      | 1     |

Liderzy rajdu
| lp | Kierowca           | Ilość |
| -- | ------------------ | ----- |
| 1  | Sébastien Ogier    | 123   |
| 2  | Jari-Matti Latvala | 87    |
| 3  | Andreas Mikkelsen  | 11    |
| 4  | Bryan Bouffier     | 6     |
| 4  | Thierry Neuville   | 6     |
| 6  | Kris Meeke         | 5     |
| 7  | Mads Østberg       | 4     |
| 8  | Mikko Hirvonen     | 3     |
| 9  | Robert Kubica      | 2     |
| 10 | Dani Sordo         | 1     |
| 10 | Juho Hänninen      | 1     |